# جزیره ریف
جزیره ریف  یک جزیره در بحرین است که در خلیج فارس واقع شده‌است.
 جزیره ریف ۳٬۰۰۰ نفر جمعیت دارد و ۰ متر بالاتر از سطح دریا واقع شده‌است.